# Kanato de Qasim
El kanato de Qasim o Reino de Qasim (tártaro: Касыйм ханлыгы, Касыйм патшалыгы; en ruso: Касимовское ханство, Касимовское царство) fue un kanato, estado vasallo de Rusia, que existió desde 1452 hasta 1681 en el territorio del moderno óblast ruso de Riazán, que tenía su capital en Kasímov, en el curso medio del río Oká. Fue creado en las tierras que Basilio II de Moscú le regaló a Qasim Jan, príncipe del Kanato de Kazán e hijo del primer kan de los kanes de Kazán Ulugh Muhammad.

## Demografía

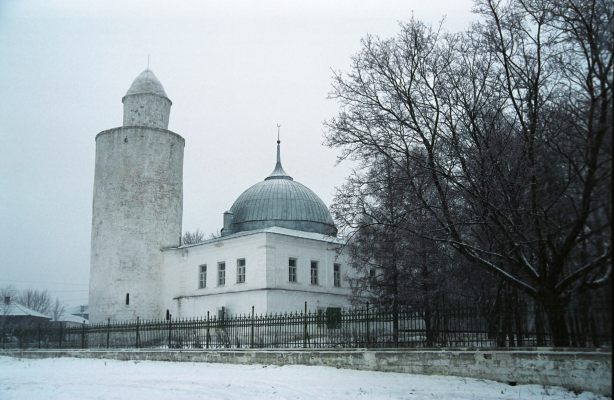
El minarete de la Mezquita del Kan en Kasímov data del.

El territorio fue colonizado por tártaros de Mishar (descendientes de las primeras póblaciones túrquicas), rusos y mordvinos. Las tribus meshchiora y muroma habían sido ya asimilados. Algunos tártaros de Kazán se reasentaron en tierras de Qasim, recibiendo el nombre de tártaros de Qasim. La mayoría de estos tártaros de Qasim servían en el palacio del kan o en el ejército. Este grupo fue asimilado por los tártaros de Mishar, pero alrededor de unos 1000 tártaros de Qasim todavía viven en la ciudad de Kasímov.
Las familias nobles eran los Manghyt (Manğıt), Arghyn (Arğın), Jalair (Cälair), Qipchaq (Qıpçaq). Los administradores de Moscú elegían a los kanes de las familias gobernantes de los kanatos tártaros: el Kanato de Kazán, el Kanato de Crimea, y el Kanato de Siberia.

## Historia
La población original del territorio eran tribus meshchiora y muroma, mordvinos. La tierra se encontraba bajo la influencia del Rus de Kiev y de la Bulgaria del Volga. Las tribus locales eran tributarias de los duques rusos. Posteriormente, el área fue incorporada al Principado de Vladímir-Súzdal. En 1152, el principe (knyaz) de Vladímir Yuri Dolgoruki fundó Gorodéts-Meschiorski (hoy Kasímov). Después de la conquista mongola, el territorio fue incorporado al territorio de la Horda de Oro. Pronto aparecerían colonos túrquicos, la mayoría de los cuales abrazaría el Islam, como consecuencia de la influencia de la Bulgaria del Volga. Mohammad Shirin, un beg de la Horda de Oro fundó el principado semiindependiente de Mishar Yurt. Desde 1393, el área pasaría a ser una parte de Rusia. Después de la batalla de Súzdal de 1445, Ulugh Muhammad reclamó la devolución de esas tierras a los tártaros.
De acuerdo a los historiadores, como el turcólogo Mijaíl Judiákov, Basilio II aceptó la reclamación, y el hijo de Ulugh Muhammad, Qasim, fue coronado como gobernante de las tierras de los meshchiora. El área y la capital fueron renombrados con su nombre. Otra versión es que Qasim entró al servicio de Rusia, y que se le otorgaron esas tierras para crear un estado colchón entre el Gran Ducado de Moscú y el Kanato de Kazán. Sin embargo, el estado era un estado vasallo de Rusia. Desde el principio, los janes gobernaron el territorio del kanato, pero sus políticas interiores eran controladas por Rusia.
Los kanes de Qasim con su guardia participaron en todos los ataques rusos contra Kazán (1467-69, 1487 y 1552). El kan de Qasim Şahğäli (1515-67), fue coronado tres veces como jan de Kazán con la ayuda de Rusia. Después de la conquista de Kazán por Iván IV de Rusia, el autogobierno de los kanes fue abolido y el kanato empezaría a ser gobernado por un voivoda ruso. Sin embargo, los kanes todavía reinaban. Uno de esos kanes, Simeón Bekbulátovich, fue bautizado y proclamado Gran Príncipe de Moscú en 1574. Con el reinado del kan Sayed Borhan (1624-79), Rusia comenzó una política de cristianización. Los beg, quienes tenían un estatus equivalente a los boyardos, fueron cambiados por Sirvientes Tártaros, equivalentes a los dvoryane (nobles rusos). Esta política provocó una revuelta tártara en 1656. Después de la muerte de la janbika ("reina") Fátima Soltan en 1681, el kanato fue abolido.

### Kanes de Qasim
Los kanes de Qasim, y su periodo de gobierno, fueron los siguientes:
- 1452-1468 — Qasim Kan (?- 1469);
- 1468-86 — Daniyar
- 1486-91 — Nur Devlet
- 1491-1506 — Satylgan
- 1506-12 — Janan
- 1512-16 — Sheikh Auliyar
- 1516-19 — Shahghali de Kazán (primer periodo) (1505-67);
- 1519-31 — Canghali de Kazán (1516-35);
- 1532-35 — Safa Giray de Kazán
- 1535-67 — Shahghali (segundo periodo)
- 1567-73 — Simeón Bekbulátovich (? -1616)
- 1584-90 — Mustafa Ali de Qasim
- 1600-1610 — Uraza-Mohammed
- 1614-27 — Arslanghali (?- 1627);
- 1627-79 — Sayed Borhan (1624-79);
- 1679-81 — Fátima Soltan (?- 1681);